# Сон (картина Сальвадора Дали)
«Сон» (англ. Sleep) — картина Сальвадора Дали, которую он написал в 1937 году. Считается одной из его самых успешных работ. Сон был очень важен для Дали, через него он описывал свои параноидальные фантазии.

## Описание
На этой картине Дали изобразил большую и мягкую голову с отсутствующим телом. Спящему, олицетворяющему сон, необходимо множество подпорок, которые поддерживают голову и сохраняют черты лица. Подпорки говорят о хрупкости реальности, — даже собаке, нарисованной в левом нижнем углу картины, необходима подпорка, чтобы не упасть на землю. Голубой цвет картины усиливает обособленность от рационального мира.
…окуклившийся монстр, чьи формы и душевная тоска подпёрты одиннадцатью основными костылями… Достаточно хотя бы одной губе отыскать надёжную опору в уголке подушки или мизинцу прильнуть к складке на простыне, как сон вцепится в нас изо всех своих сил. Затем тяжело нависнет ужасающий лбище, опирающийся на мягкую колонну носа…Сальвадор Дали
Картина входит в цикл работ Дали под названием «Паранойя и война» (англ. Paranoia and War). Дали написал её на мысе Креус, где он искал «реальную, вещественную основу сновидений» и пытался спастись от забвения.